# 琉球足球會
琉球沖繩足球會（Efu Shī Ryūkyū OKINAWA），一般稱為FC琉球沖繩，是一支位於沖繩縣沖繩市的日本足球會，現時在日本職業足球丙級聯賽作賽。
球會創立於2003年，他們終於在2013年申請牌照成功，他們獲得參加2014年首季日丙的機會，名字為琉球，是沖繩的古名。而球會亦有室內足球及手球部，2014年加入新成立的日丙聯賽排名第9。
2019年，首次於日乙作賽，最終以第14名完成。
2023年10月26日，球會宣佈自2024年賽季起將以「FC琉球沖繩」（FC Ryukyu Okinawa）作為品牌名稱，但現有名稱仍會在各項賽事中繼續使用。該變更原本亦包括更新球會徽章，但計劃最終經修訂後，琉球決定在2024年賽季保留現有徽章，只是調整了配色。

## 球隊歷史
2015年，作客香港旺角大球場，三比二勝標準流浪，流浪有中堅莫斯奧紅牌出場。

## 外部連結
- （日語） FC琉球官方網站 （页面存档备份，存于）